# DMOZ

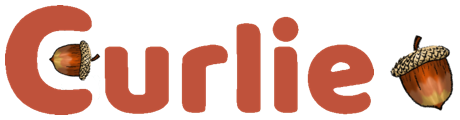
Curlie - logo

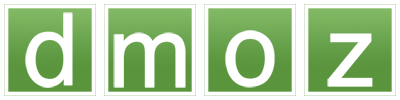
Logo DMOZ

DMOZ (podle původního doménového jména directory.mozilla.org) neboli Open Directory Project (ODP) byl projekt otevřeného vícejazyčného adresáře, vytvářený a udržovaný komunitou dobrovolníků, vlastněný po většinu doby své existence firmou AOL. Spuštěn byl 5. června 1998, uzavřen 17. března 2017.
25. srpna 2017 bylo oznámeno spuštění nástupce pod názvem Curlie, a to včetně české verze. 
V srpnu 2021 obsahoval 3 220 000 záznamů, z toho cca 20 000 odkazů je na české weby.